# Église Saint-Pierre-Apôtre de Montréal
L'église Saint-Pierre-Apôtre est une église catholique située au 1201, rue de la Visitation (au coin du boulevard René-Lévesque) dans l'Arrondissement Ville-Marie de Montréal. Elle est au cœur du quartier gai de Montréal.
Construite entre 1851 et 1853 selon les plans de Victor Bourgeau, son architecture néo-gothique aura une grande influence au Québec.    

## Histoire
Presque depuis sa fondation en 1642, Montréal est le fief des Sulpiciens tant sur le plan religieux que sur le plan civil. Ils arrivent à Montréal en 1657 et sont responsables de l'unique paroisse Notre-Dame. Ils seront aussi seigneurs de l'ile (propriétaires fonciers de l'île) de 1663 à 1840. Ils dessinent et commandent la construction de la première église Notre-Dame (1672-1683), font ériger la deuxième église Notre-Dame (1824-1829), supportent financièrement la construction de la Basilique Saint-Patrick de Montréal. Mgr Ignace Bourget, deuxième évêque de Montréal, tente de mettre fin à l'hégémonie de la communauté des Sulpiciens sur la ville. 
Pour arriver à ces fins, Mgr Bourget invite Eugène de Mazenod et les Missionnaires Oblats de Marie-Immaculée à venir établir un centre missionnaire doté d'une église à l'est du centre-ville. Le 8 décembre 1848, ceux-ci célèbrent une première cérémonie dans la chapelle provisoire. Aucune paroisse n'est reliée à cette église mais les citoyens y affluent. 
Le terrain est donné par le commerçant Pierre Beaudry et la construction de l'église permanente débute en 1851. Les plans sont dressés par l'architecte Victor Bourgeau qui est alors en pleine ascension professionnelle. Il s'inspire directement de l'église Holy Trinity de Brooklyn. Il réalise tout dans l'église: le plan général, le maître-autel, les autels latéraux, les balustres, la tour et la flèche. 
Pour la première fois, on utilise la pierre pour tout, y compris les colonnes. Victor Bourgeau lie, avec audace, les matériaux solides; il réussit à voûter les nefs latérales et à appuyer le tout sur des piliers de calcaire, fait peu commun au Canada, même de nos jours. 
Cette église sera le chef-d'œuvre de Victor Bourgeau et ses principaux éléments seront copiés partout au Québec. Ce temple, de style néo-gothique, en forme de vaisseau, et sa tour à la massive harmonie, s'élève au cœur du paysage urbain. La rigueur et l'identification précise des volumes témoignent d'une utilisation rationnelle des proportions classiques. La largeur intérieure de l'église correspond exactement à la moitié de la longueur totale, qui équivaut à neuf fois la distance entre le centre de deux piliers.
Le balcon encadrant la nef est l'une des plus remarquables menuiseries de Bourgeau.
L'église a vu l'ajout en 1931 de deux autels supplémentaires en marbre rose, dédiés respectivement à Sainte-Thérèse-de-l'Enfant-Jésus et aux Saints Martyrs Canadiens. Ces deux autels ont été dessinés par Guido Nincheri et sculptés par Louis Jobin. Les vitraux sont l'œuvre de la maison française Champigneulle.
Le portail est orné d'une statue de saint Pierre et est surmonté d'une flèche de 71,6 m, une des plus hautes à Montréal.
L'église Saint-Pierre-Apôtre est classée, en 1977, site historique par la Commission des biens culturels du Québec et, depuis le 22 juillet 1996, une flamme brûle, en permanence, dans la chapelle de l'Espoir (anciennement chapelle du Sacré-Cœur), à la mémoire des victimes du SIDA.

## Galerie

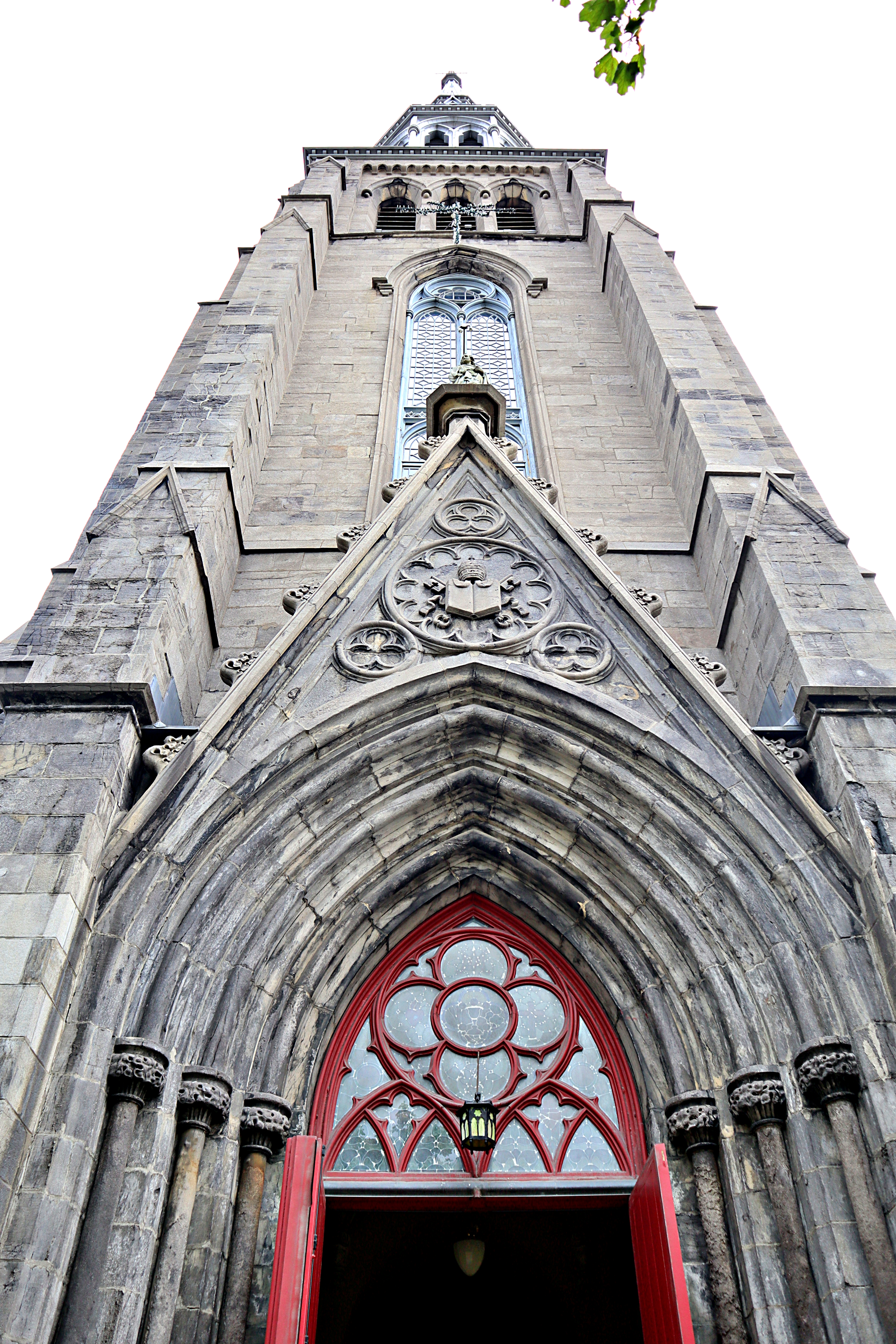
Portail
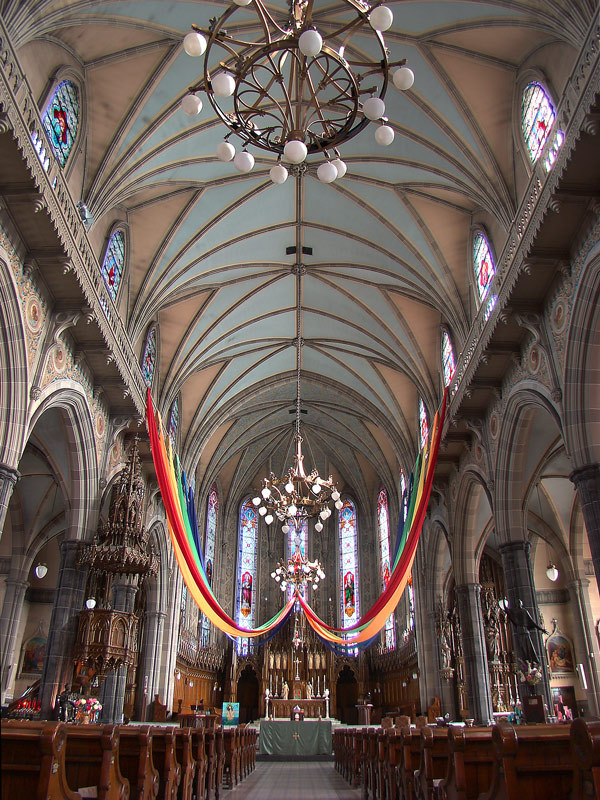
La nef
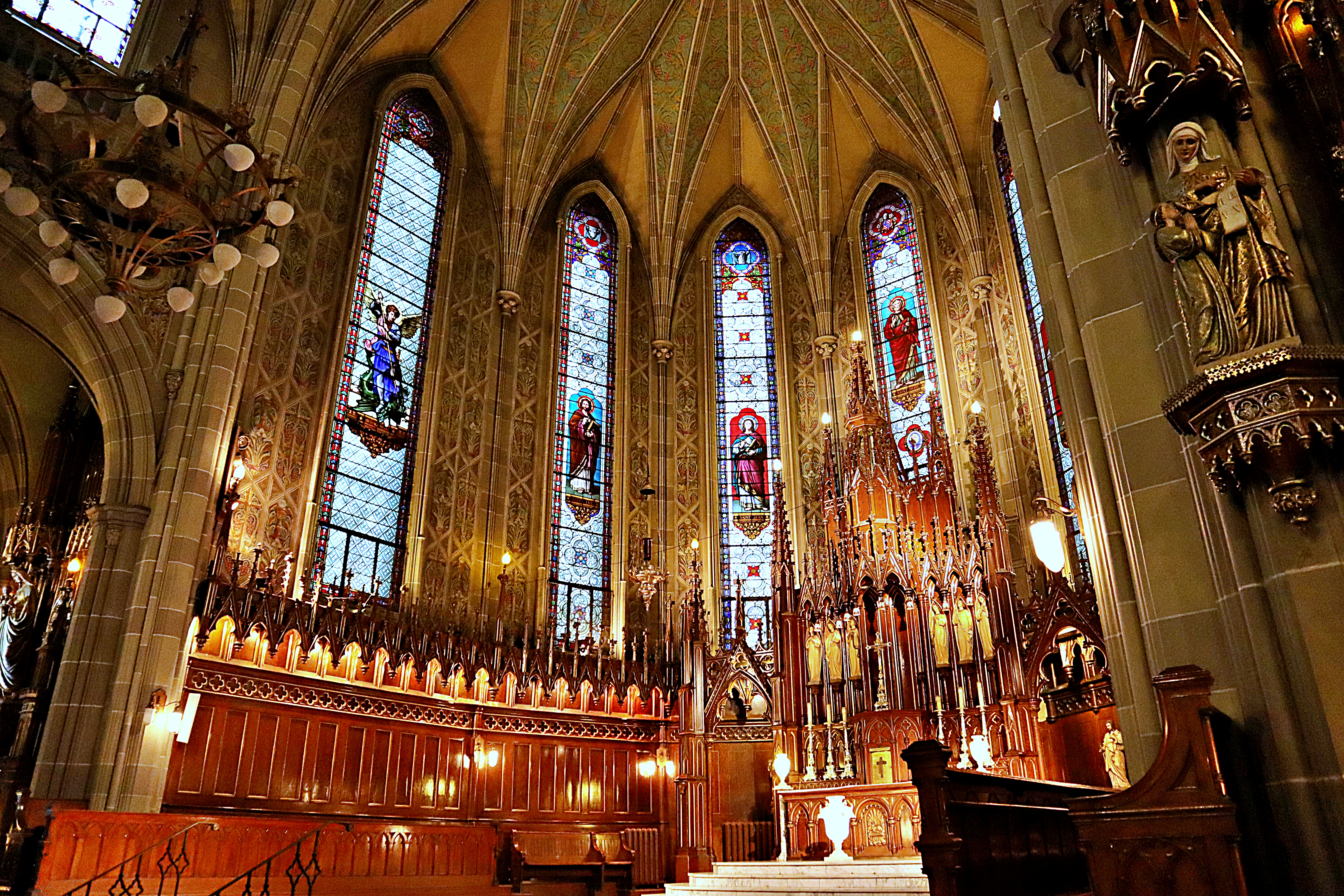
Le chœur
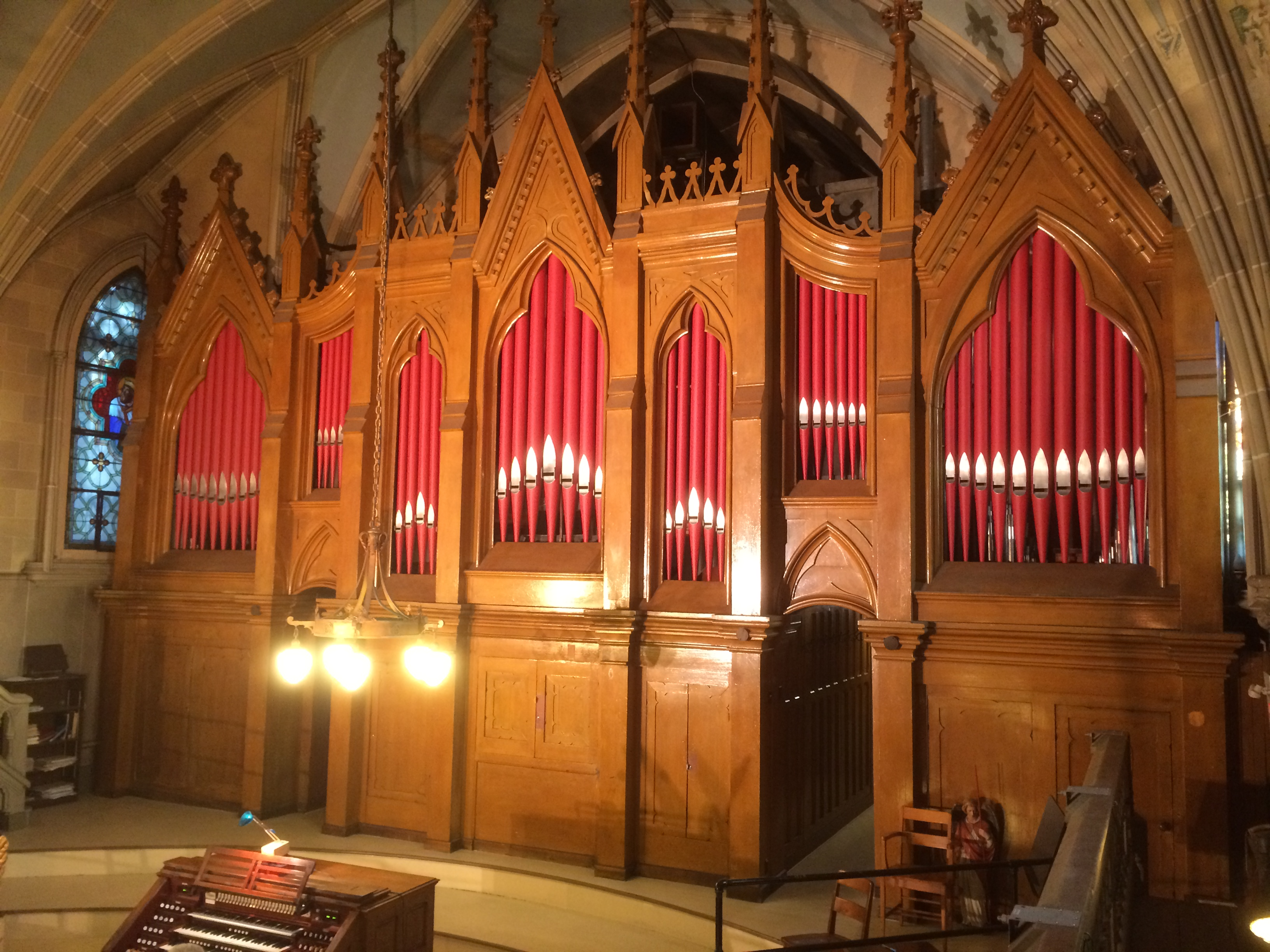
Orgue
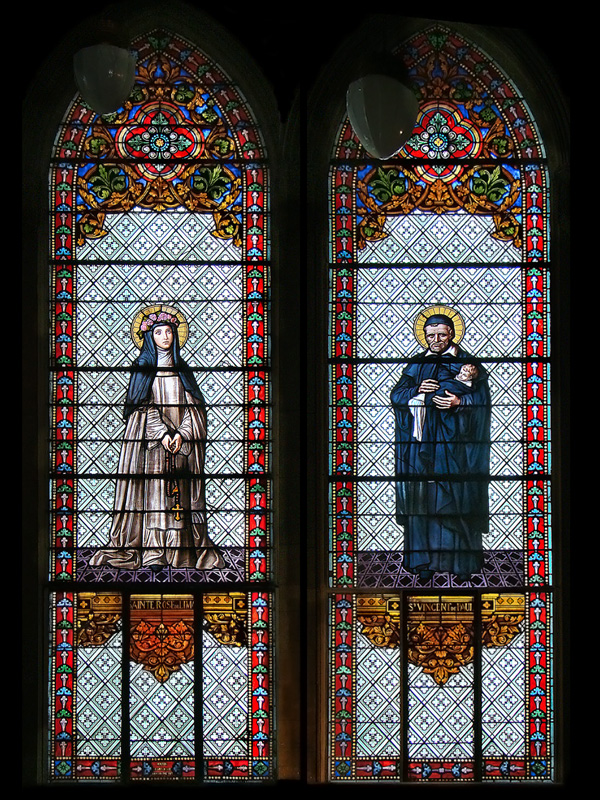
Deux vitraux latéraux
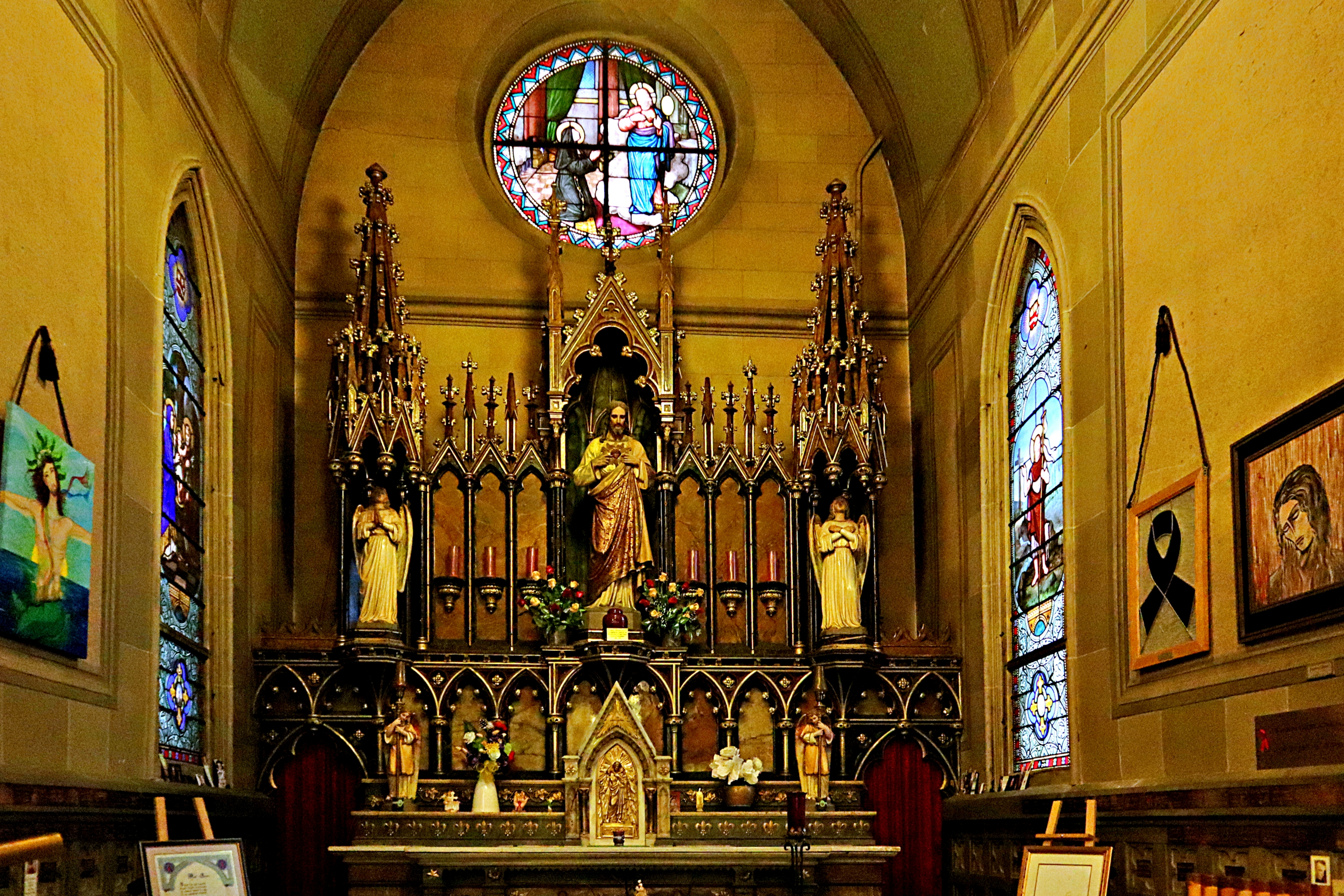
Chapelle de l'Espoir

## Orgue
L'église est dotée d'un grand orgue Casavant, opus 316, installé en 1908 et restauré par Guilbault-Thérien en 1995 : 4 claviers manuels et pédalier ; 59 jeux (76 rangs) ; traction électropneumatique. Il a remplacé l'orgue Warren de 1858 dont il intègre certains éléments.